# Magnetoestricció

Exemple de magnetostricció

Es denomina  magnetostricció  a la propietat dels materials magnètics que fa que aquests canviïn de forma al trobar-se en presència d'un camp magnètic. Les vibracions en forma de so són causades per la freqüència de les fluctuacions del camp és part de la causa que es troben vibracions de 100 Hz o 120 Hz en màquines elèctriques com motors i transformadors.
És una propietat dels materials magnètics de canviar de forma en presència de camps magnètics, en aquest cas de 300mm en una barra de 1km. Per a generar electricitat s'utilitza la magnetostricció inversa, l'aplicació de compressió canvia el flux magnètic el que segons la llei de Faraday indueix un camp elèctric.

## Nota
1. ↑  Montserrat Cruells. Ciència dels materials.  Edicions Universitat Barcelona, 2007, p. 221–. ISBN 9788447531783 [Consulta: 8 març 2011].